# Szałamieja
Szałamieja (biał. Шаламея; ros. Шаломея, Szałomieja) – wieś na Białorusi, w obwodzie homelskim, w rejonie kormańskim, w sielsowiecie Barawaja Buda.